# Shimza

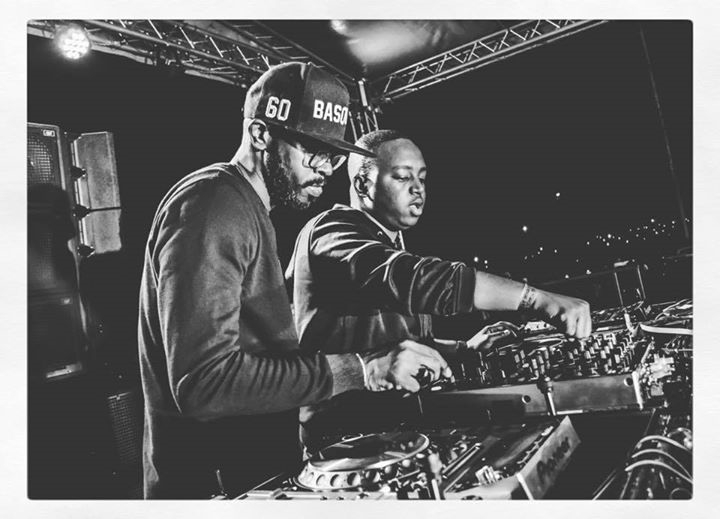
Dj Shimza (r) met Black Coffee (2024)

Kholofelo Ashley Raphala (Tembisa, 1984), professioneel bekend als Shimza, is een Zuid-Afrikaanse dj en muziekproducent. Hij werd geboren en groeide op in Tembisa, een township in Gauteng.
Op 15-jarige leeftijd begon hij met het experimenteren met dj-apparatuur. In eerste instantie was dit een hobby, maar naarmate zijn vaardigheden groeiden, werd het een serieuze ambitie. Hij investeerde zijn tijd in het leren mixen, het luisteren naar uiteenlopende muziekstijlen en het optreden op lokale evenementen. De keuze voor zijn artiestennaam "Shimza" kwam voort uit een bijnaam die hij in zijn jeugd kreeg.

## Muzikale carrière
Shimza’s grote doorbraak kwam toen hij in het begin van de jaren 2010 bekendheid kreeg via lokale dj-wedstrijden en radio-optredens. Zijn stijl trok de aandacht van gevestigde artiesten, waaronder Black Coffee, een van de invloedrijkste house-dj’s uit Zuid-Afrika. Deze samenwerking leidde tot een contract bij Soulistic Music, het label van Black Coffee.

## Uitgaven
In 2015 bracht hij zijn debuutalbum Shimuzic uit, dat gevolgd werd door One Man Show (2016), Eminence (2019), en Kimberly (2021). Daarnaast bracht hij verschillende singles en samenwerkingen uit, waaronder Uwrongo (2020), samen met Prince Kaybee, Black Motion en Ami Faku. Het nummer behaalde de eerste positie in de Zuid-Afrikaanse Radiomonitor-hitlijsten en werd door de Recording Industry of South Africa (RiSA) bekroond met een gouden certificering.
Recente singles zoals Higher (2022, met Nobuhle), Darling (2024, met Aloe Blacc), Bado (met CamelPhat en Idd Aziz) en Skill of Love (met Alex Wann) tonen aan dat hij ook internationaal samenwerkt en zijn muzikale stijl uitbreidt buiten de grenzen van Zuid-Afrika.

## Afro-house
Shimza wordt vaak geassocieerd met het genre afro-house, een subgenre van housemuziek dat elementen bevat van traditionele Afrikaanse percussie, zanglijnen en ritmes. Afro-house is sinds de jaren 2000 uitgegroeid tot een populaire muziekstroming binnen de elektronische muziek, met name in Zuid-Afrika. Het genre combineert diepe baslijnen met lokale invloeden en wordt vaak beschouwd als een culturele expressie die zowel dansbaar als meditatief is. 

## Erkenning
Shimza werd in 2017 genomineerd voor de prijs Favourite DJ bij de DStv Mzansi Viewers Choice Awards en won deze prijs in 2022. In 2019 werd hij bekroond met de titel Best Male DJ bij de South African Dance Music Awards.
- MusicBrainz: f632cf5a-422c-4cda-861d-59045ae59a8b